# Triglavka

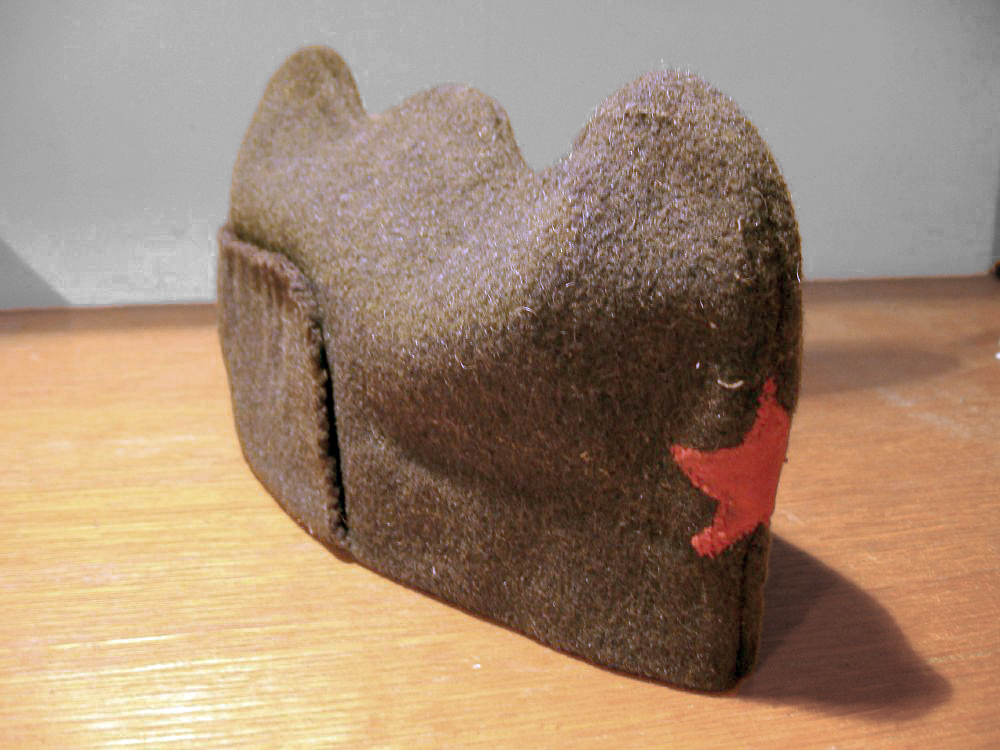
El tipus de triglavka amb un cantell llarg al darrere era el més pràctic i la majoria dels exemplars conservats són d'aquest tipus.

La triglavka o gorra de Triglav (a Eslovènia), o partizanka (a Croàcia), és un casquet de caserna que formava part de l'uniforme partisà iugoslau a Croàcia, Eslovènia i Bòsnia occidental i era la part més característica de la indumentària partisana. Malgrat el seu nom comú a Eslovènia, el disseny de la gorra no estava inspirat en el mont Triglav, sinó que era una còpia d'un disseny de gorra utilitzat pels milicians del bàndol republicà a la Guerra Civil espanyola. Els primers models iugoslaus van ser fabricats a la segona meitat de 1941 a Zagreb pel militant del Partit Comunista Dobrila Jurić per a Vladimir Popović i Otmar Kreačić, antics combatents de les Brigades Internacionals i organitzadors del Front d'Alliberament de Croàcia. A la Iugoslàvia ocupada pel nazisme, la gorra es va generalitzar entre els partisans croats a l'oest de Iugoslàvia, però ràpidament es va estendre a través del moviment partisà, especialment entre els partisans eslovens.
Les triglavka eren força diverses. En general, existien quatre versions de la gorra. Inicialment, tenien tres cantells, amb els dos de davant i darrere d'uns 10 cm d'alçada, i el del mig del 14 cm d'alt o una mica més baix. La segona versió tenia uns 6 cm de vora doblegada cap amunt a la part posterior. La tercera versió tenia la mateixa forma que la segona, amb un escut afegit al davant. La quarta versió tenia la vora posterior prou llarga per ser creuada a la part superior i fixada amb un botó a la tapa. Era molt pràctic, ja que permetia enrotllar la vora i fixar-se sota la barbeta, protegint el partisà del vent i del fred. Moltes de les triglavka estaven vorejades amb una cinta vermella.
La triglavka era l'element inicial i més característic de l'uniforme dels partisans eslovens. Va ser rebatejada com a triglavka amb motiu del mont Triglav, que literalment significa «tres caps», associat amb els tres déus eslaus principals. Com que l'ascens al Triglav per la seva cara nord estava renyit entre eslovens i alemanys al segle xix, la triglavka va capturar simbòlicament el principal impuls de la resistència eslovena als exèrcits feixistes i nazis com un alliberament nacional. El juny de 1943 va ser substituït per la titovka després d'un decret sobre vestimenta a l'abril de 1944. Se n'han conservat pocs exemplars i la majoria són del tercer tipus.
Els partisans tractaven les seues gorres amb reverència. Segons Savo Zlatić, perdre la gorra es considerava una desgràcia al mateix nivell que perdre l'arma.